# 鳥取二十世紀梨紀念館
鳥取二十世紀梨紀念館，又稱梨兒童館，是位於日本鳥取縣倉吉市駄經寺町地區倉吉公園廣場內，以日本梨為主題的博物館。
館內特點為展示了一顆樹齡74年的二十世紀梨樹標本，其樹枝分布範圍達直徑20公尺，過去在一年內曾可結出四千顆梨子。

## 歷史
博物館自2001年4月開始營運，由於日本梨是鳥取縣的主要農產品，其中「二十世紀梨」的產量更佔了全日本的48%，因此鳥取縣設立了此博物館做為觀光景點。自2009年12月起，開始使用「梨兒童館」做為別名。
2020年2月，累積入館人數突破200萬人次。

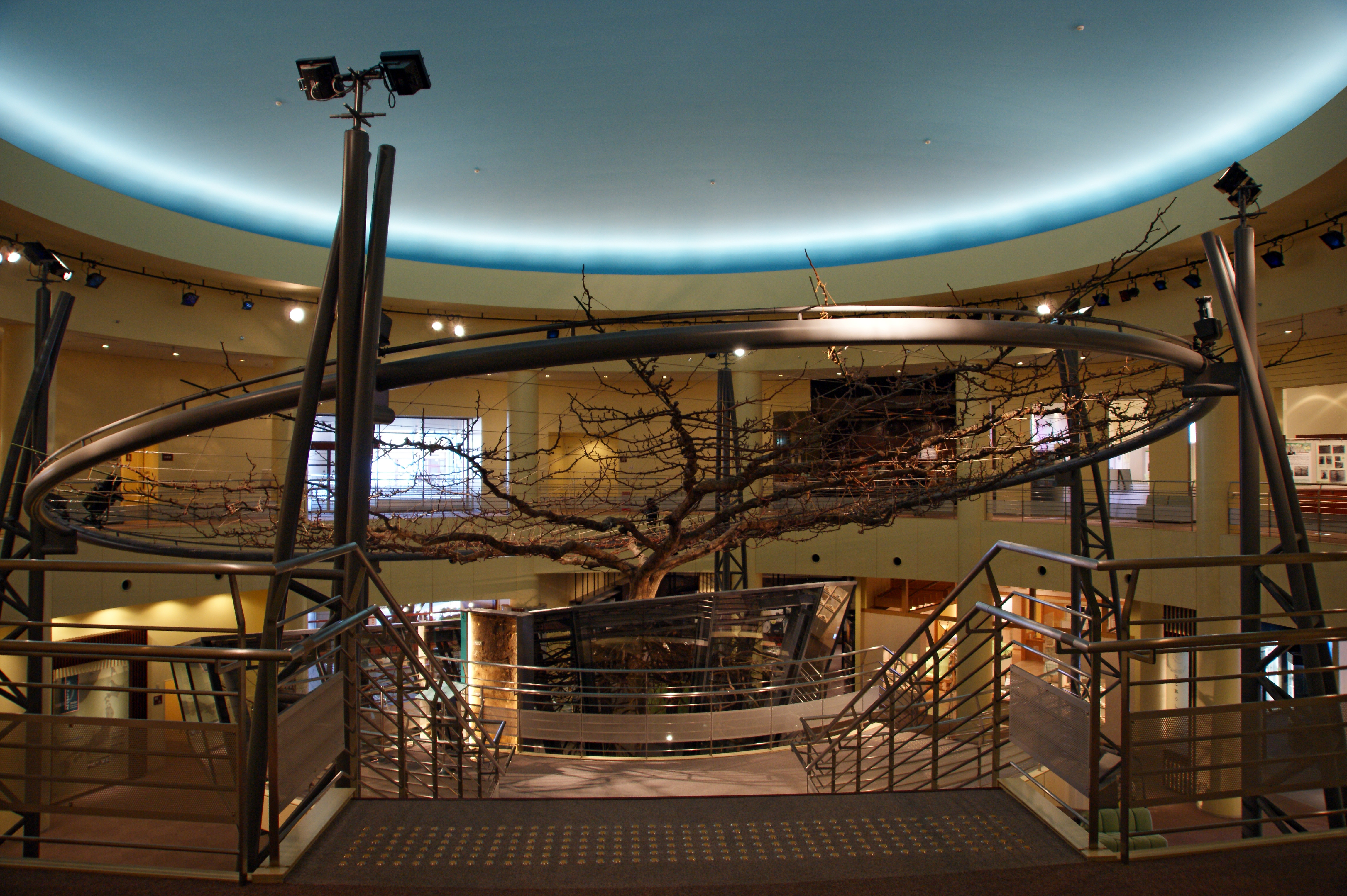
館內展示的巨大梨樹標本
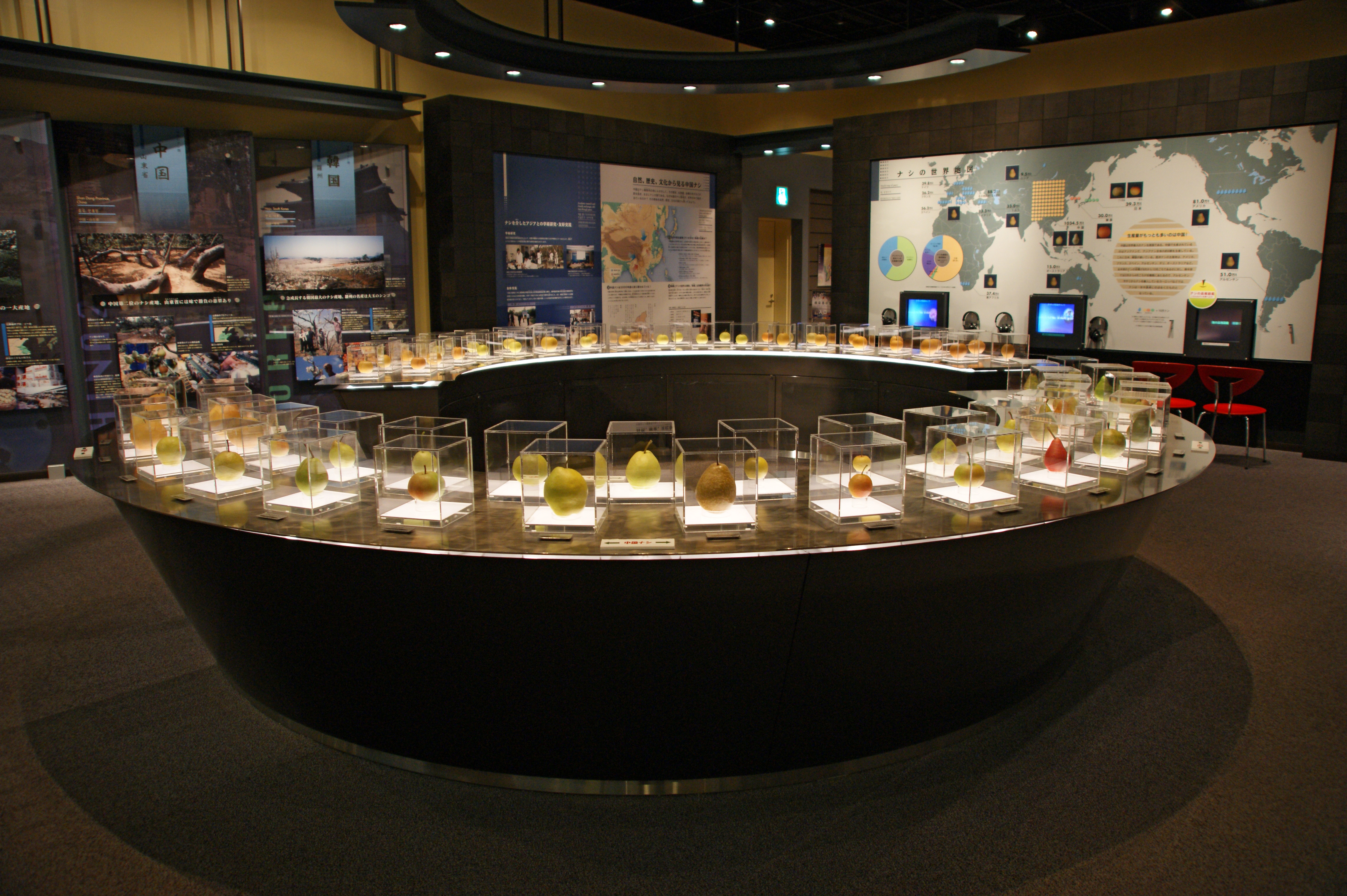
館內展示的各種梨
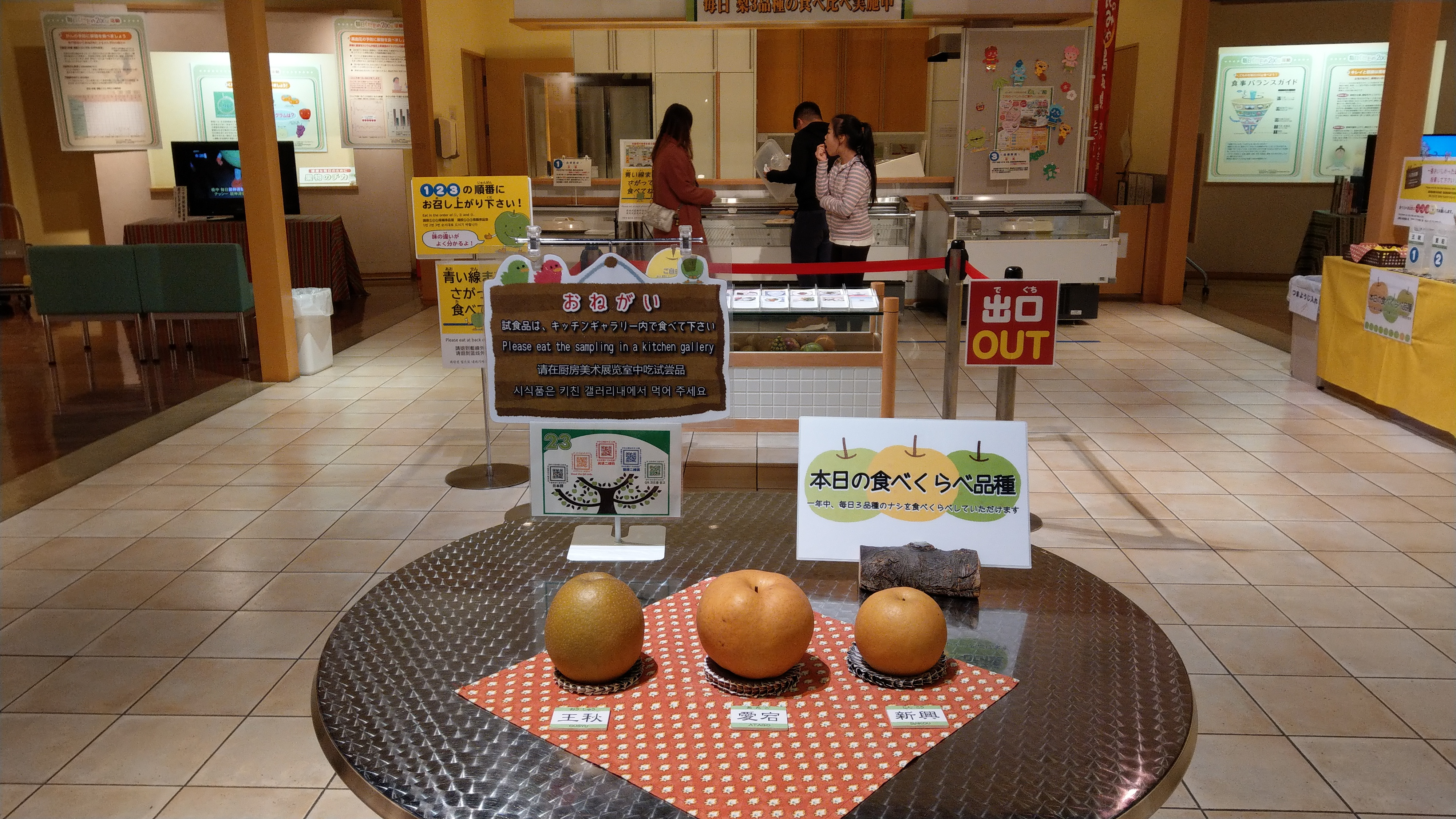
館內的梨子廚房長廊區
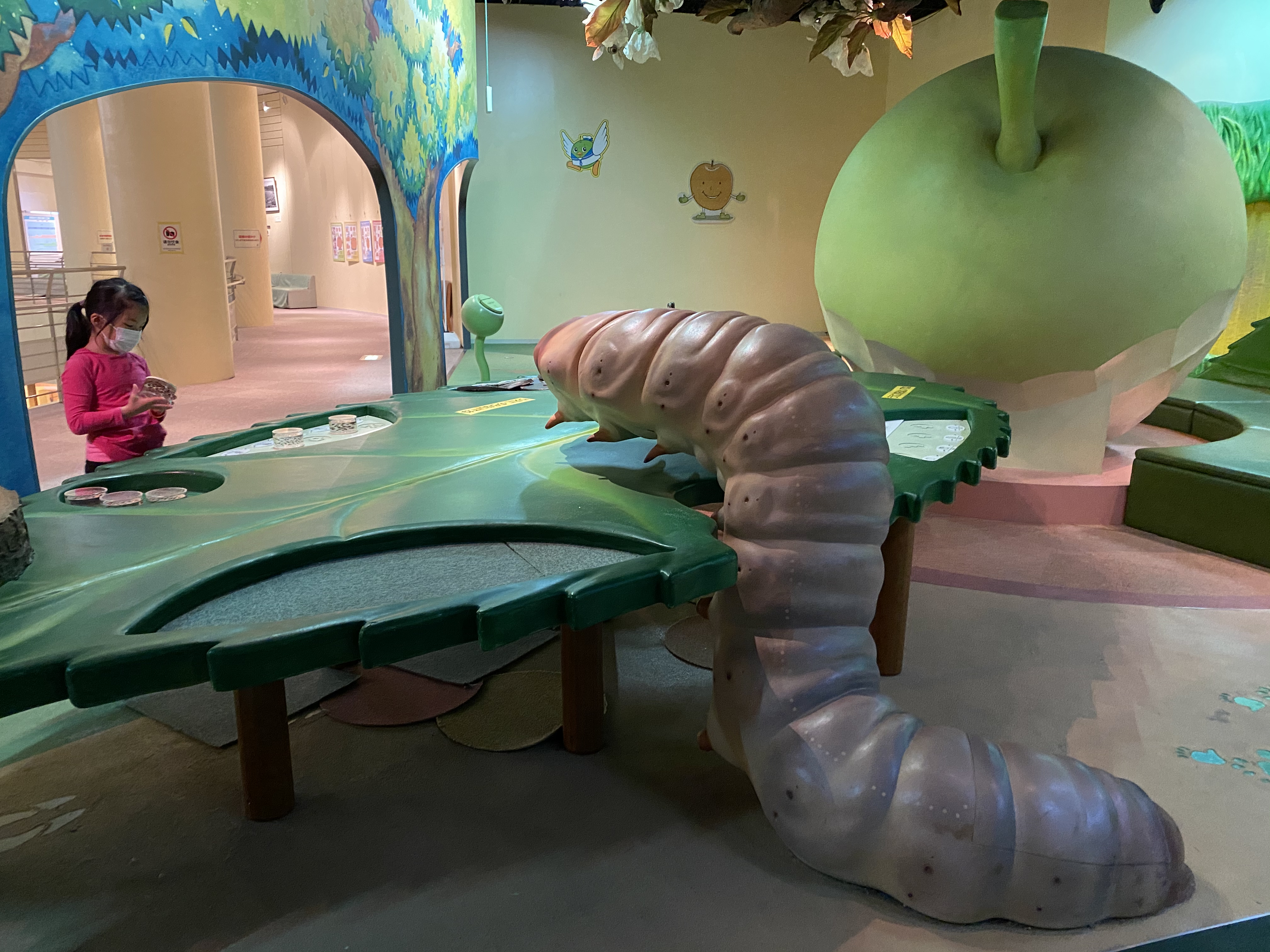
館內的兒童遊戲區「不可思議的花園」

## 外部連結
- （日語）鳥取二十世紀梨紀念館的Facebook專頁
- （日語）YouTube上的鳥取二十世紀梨紀念館頻道